# Denis Gremelmayr
Denis Gremelmayr (* 16. srpna 1981, Heidelberg, Západní Německo) je německý profesionální tenista, který hraje na okruhu ATP od roku 2000. K únoru 2011 na něm nevyhrál žádný turnaj, ve čtyřhře získal na challengerech šest titulů v singlu a dva v deblu, v sérii Futures, která se koná v rámci ITF, pak triumfoval osmkrát ve dvouhře. Jeho dosud nejvyšším postavením na žebříčku ATP ve dvouhře je 59. místo (5. května 2008) a ve čtyřhře 188. místo (22. června 2009). K roku 2011 jej trénoval Helmut Luethy.
V roce 2008 prohrál ve 2. kole Australian Open v pěti setech s nenasazeným Američanem Vincem Spadeou. V dubnu se pak probojoval do semifinále portugalského Estoril Open, v němž podlehl ve třech sadách prvnímu hráči světa Rogeru Federerovi.

## Finálová utkání na okruzích ATP a ITF

### Dvouhra – vítězství (14)
| Legenda (dvouhra)      |
| Grand Slam (0)         |
| Tennis Masters Cup (0) |
| ATP Masters Series (0) |
| Challengers (6)        |
| Futures (8)            |

| Č.  | Datum             | Turnaj        | Povrch  | Soupeř ve finále      | Výsledek      |
| 1.  | 25. září 2000     | Kavaguči      | tvrdý   | Leigh Holland         | 6–1, 6–2      |
| 2.  | 8. ledna 2001     | Jorhat        | antuka  | Fabio Maggi           | 7–6, 7–5      |
| 3.  | 8. října 2001     | Santo Domingo | antuka  | José de Armas         | 6–4, 6–0      |
| 4.  | 21. ledna 2002    | Dubai         | tvrdý   | Jaroslav Levinský     | bez boje      |
| 5.  | 25. srpna 2003    | Enschede      | antuka  | Robert Lindstedt      | 6–3, 3–6, 6–3 |
| 6.  | 1. listopadu 2004 | Bangkok       | tvrdý   | Ruben de Kleijn       | 6–4, 6–0      |
| 7.  | 27. června 2005   | Heerhugowaard | antuka  | Nicolas Todero        | 6–4, 6–2      |
| 8.  | 4. července 2005  | Kassel        | antuka  | Sascha Kloer          | 6–2, 6–1      |
| 9.  | 3. září 2007      | Düsseldorf    | antuka  | Andreas Haider-Maurer | 6–7, 6–2, 6–4 |
| 10. | 5. listopadu 2007 | Eckental      | koberec | Roko Karanušić        | bez boje      |
| 11. | 3. listopadu 2008 | Eckental      | koberec | Roko Karanušić        | 6–2, 7–5      |
| 12. | 23. května 2010   | Cremona       | tvrdý   | Marius Copil          | 6–4, 7–5      |
| 13. | July 5, 2010      | Scheveningen  | antuka  | Thomas Schoorel       | 7–5, 6–4      |
| 14. | 19. července 2010 | Poznań        | antuka  | Andrej Kuzněcov       | 6–1, 6–2      |